# 緬甸聯邦社會主義共和國
缅甸在1962年—1988年处于奈温的军事独裁统治之下。奈温及其在缅甸军方的盟友于1962年3月2日发动政变推翻了吴努总理领导的政府。政变后一天，政变者成立联邦革命委员会作为该国的执政机构。1962年4月，革命委员会创造“缅甸式社会主义”概念，并宣布其为缅甸的国家意识形态。1962年7月4日，革命委员会成立了缅甸社会主义纲领党作为该国的执政党和唯一合法政党。1974年，奈温颁布新宪法，用纲领党成员组成的人民议会取代革命委员会，将国名由“缅甸联邦”改为“缅甸联邦社会主义共和国”。
奈温治理缅甸的特点是极权主义、孤立主义、迷信、仇外和对冷战政治的拒绝。奈温以独裁者的身份统治缅甸，同时担任革命委员会主席（后改为缅甸总统）和缅甸总理。对主要行业的国有化和对外国投资的拒绝导致经济增长和生活水平急剧下降。
1988年，爆发被称为8888起义的大规模抗议活动，迫使包括奈温在内的纲领党官员集体辞职并实行多党制。1988年9月18日，缅甸军方发动政变推翻纲领党，并用武力结束了抗议活动，建立了一个新的军事政权，即国家恢复法律和秩序委员会。